# شارلوت هاربر (فلوریدا)
شارلوت هاربر (به انگلیسی: Charlotte Harbor) یک منطقهٔ مسکونی در ایالات متحده آمریکا است که در شهرستان شارلوت، فلوریدا واقع شده‌است. شارلوت هاربر ۱۳٫۰ کیلومتر مربع مساحت و ۳٬۷۱۴ نفر جمعیت دارد و ۱٫۲۲ متر بالاتر از سطح دریا واقع شده‌است.